# La-Plaine
 (septembre 2024).
Si vous disposez d'ouvrages ou d'articles de référence ou si vous connaissez des sites web de qualité traitant du thème abordé ici, merci de compléter l'article en donnant les références utiles à sa vérifiabilité et en les liant à la section « Notes et références ».
La-Plaine est une ville de la Dominique, située dans la paroisse de Saint-Patrick.

## Démographie
Selon une étude menée en 2006, la ville contiendrait 1332 habitants.